# Bleeding Love
Bleeding Love er en sang fra den britiske sangerinde Leona Lewis første album. Det er en af hendes mest solgte sange, og dermed også en af de mest succesfulde, med førstepladser i både Australien, Canada, USA og Storbritannien, foruden top ti-placeringer i Norge, Danmark og Sverige.
Sangen er skrevet af den amerikanske sanger Jesse McCartney.

## Hitlister
| Hitlister (2007–08)                              | Højeste placering |
| ------------------------------------------------ | ----------------- |
| Australien (ARIA)                                | 1                 |
| Østrig (Ö3 Austria Top 40)                       | 1                 |
| Belgien (Ultratop 50 Flanderen)                  | 1                 |
| Belgien (Ultratop 50 Vallonien)                  | 4                 |
| Brazil (ABPD)                                    | 1                 |
| Canada (Canadian Hot 100)                        | 1                 |
| Czech Republic (Rádio Top 100 Oficiální)         | 2                 |
| Danmark (Track Top-40)                           | 2                 |
| European Hot 100                                 | 1                 |
| Finland (Suomen virallinen lista)                | 2                 |
| Frankrig (SNEP)                                  | 1                 |
| Tyskland (Official German Charts)                | 1                 |
| Ungarn (Rádiós Top 40)                           | 1                 |
| Irland (IRMA)                                    | 1                 |
| Italien (FIMI)                                   | 2                 |
| Japan (Japan Hot 100)                            | 1                 |
| Holland (Single Top 100)                         | 1                 |
| New Zealand (RIANZ)                              | 1                 |
| Norge (VG-lista)                                 | 1                 |
| Poland (Airplay Chart)                           | 1                 |
| Slovakia (Rádio Top 100 Oficiálna)               | 1                 |
| Spanien (PROMUSICAE)                             | 38                |
| Spain (Airplay Chart)                            | 9                 |
| Sverige (Sverigetopplistan)                      | 2                 |
| Schweiz (Schweizer Hitparade)                    | 1                 |
| Storbritannien Singles (Official Charts Company) | 1                 |
| USA Billboard Hot 100                            | 1                 |
| USA Adult Top 40 (Billboard)                     | 1                 |
| USA Adult Contemporary (Billboard)               | 1                 |
| USA Dance Club Songs (Billboard)                 | 11                |
| USA Hot R&B/Hip-Hop Songs (Billboard)            | 74                |
| USA Mainstream Top 40 (Billboard)                | 1                 |